# Mur de domaine
En physique et en cosmologie, un mur de domaine (ou "paroi de domaine") représente une interface, dont la caractérisation précise dépend du contexte. Ce sont des solitons topologiques, qui apparaissent lorsqu'une symétrie discrète est brisée.

## Magnétisme
En magnétisme, on utilise le terme pour décrire l'interface entre deux domaines magnétiques (ou domaines de Weiss). La paroi de domaine marque le passage d'une zone de moment magnétique à une autre. Ce n'est pas pour autant toujours une variation brusque : le changement peut se faire graduellement, sur une distance finie.
L'énergie d'une paroi de domaine est égale à la différence entre les moments magnétiques avant et après sa création, et exprimée sous la forme d'une énergie surfacique.
La largeur d'une paroi de domaine dépend des deux énergies opposées qui le créent : l'énergie due à l'anisotropie magnéto-cristalline et l'énergie d'échange - les deux tendant vers un minimum pour être dans un état énergétique plus favorable. L'énergie d'anisotropie est minimale lorsque les moments magnétiques individuels sont alignés parallèlement à la structure du cristal, diminuant ainsi la largeur de la paroi. L'énergie d'échange en revanche diminue lorsque les moments magnétiques sont alignés entre eux, ce qui a pour effet d'élargir la paroi à cause des répulsions. L'équilibre final est intermédiaire et la largeur de la paroi est ainsi fixée.
Une paroi de domaine idéale serait totalement indépendante de sa position, mais en réalité elles sont affectées par les sites d'inclusion du milieu (les défauts cristallins). Ces sites comprennent les atomes manquants ou étrangers, les oxydes, isolants et les zones de contrainte. Ces sites limitent la formation de parois de domaine, et leur propagation dans le milieu. Il faut donc appliquer un champ magnétique plus intense qu'en théorie, pour compenser ces effets.

## Cosmologie et théorie des cordes
En cosmologie, les murs de domaines sont des défauts topologiques liés à une transition de phase. Aucun n'a à ce jour été observé, et une telle observation se révèlerait déterminante dans les théories cosmologiques modernes.
Dans la théorie des cordes, un mur de domaine est une singularité gravitationnelle bidimensionnelle. Un tel mur est censé représenter un objet de codimension 1, inclus dans l'espace.
Étendu à la cosmologie branaire, ce concept s'applique par exemple aux D8-branes. Dans la théorie M, l'existence de murs de domaine de Horava-Witten, « bouts du monde », suivant la théorie de jauge E8, est importante dans l'étude des relations entre la théorie des supercordes et la théorie M.
Si les murs de domaine existent, ils devraient vraisemblablement émettre violemment des ondes gravitationnelles lors d'une collision. Le LIGO et les futurs observatoires de son genre devront s'attacher à détecter de tels phénomènes. Cependant, l'étude des pics Doppler semble révéler que des murs de domaine, même provoqués à 100 GeV - comme la transition électro-faible - n'existent pas à l'heure actuelle. Les théories cosmologiques proposant la formation de telles structures semblent donc n'être pas réalistes.